# 9954 Brachiosaurus
9954 Brachiosaurus è un asteroide della fascia principale. Scoperto nel 1991, presenta un'orbita caratterizzata da un semiasse maggiore pari a 2,7589380 UA e da un'eccentricità di 0,1314868, inclinata di 9,09387° rispetto all'eclittica.